# Europäischer Auswärtiger Dienst

Das Logo des Europäischen Auswärtigen Dienstes

Der Europäische Auswärtige Dienst (EAD; englisch European External Action Service, EEAS) ist eine Institution zur Unterstützung des Hohen Vertreters der Europäischen Union für Außen- und Sicherheitspolitik, dem er unterstellt ist. Die genaue Organisation regelt ein Beschluss des Rates der EU vom 26. Juli 2010. Personell setzt sich der Dienst zusammen aus mindestens 60 Prozent EU-Beamten und -Bediensteten (nach der Gründung 2010 zunächst ehemalige Beamte und Bedienstete der Europäischen Kommission und des Ratssekretariats) sowie aus mindestens einem Drittel Bediensteten auf Zeit, die von den nationalen diplomatischen Diensten der Mitgliedsstaaten abgeordnet werden.
Die Zentrale des EAD befindet sich in Brüssel, zudem hat er 142 Delegationen in Drittländern und bei internationalen Organisationen. In der Zentrale gibt es fünf regionale Ressorts (Asien, Afrika, Russland/östliche Nachbarschaft/Westlicher Balkan, Naher Osten/südliche Nachbarschaft, Amerika) sowie ein Ressort für globale und multilaterale Angelegenheiten. Außerdem umfasst sie die Strukturen für Krisenmanagement sowie das Politische und Sicherheitspolitische Komitee und eine Generaldirektion für Verwaltungsfragen.
Derzeit umfasst der EAD 3645 Mitarbeiter, 1611 davon arbeiten in der Zentrale, 2034 in den Delegationen. Dazu kommen circa 4000 Angestellte in den Missionen der EU für ziviles und militärisches Krisenmanagement.
Hauptsitz des EAD ist das sogenannte Triangle Building am Schuman-Kreisel im Zentrum des Brüsseler Europaviertels. Einige hundert Angestellte haben ihre Büros im Kortenberg-Gebäude und in der Ecole Royale Militaire.
Aufgrund der Propaganda der Russischen Föderation gründete der EAD im Jahr 2015 die East StratCom Task Force, um vorrangig Fälle von in Russland propagierten Unwahrheiten über die EU und ihre Mitgliedstaaten zu zählen und diese zur Schau zu stellen.

## Position im politischen System der EU
Der EAD nimmt als Konstrukt sui generis eine Sonderstellung im politischen System der EU ein. Er ist direkt dem Hohen Vertreter unterstellt, der zugleich Vizepräsident der Europäischen Kommission, Vorsitzender des Rates für Auswärtige Angelegenheiten und Außenbeauftragter des Europäischen Rates ist. Die Kompetenzen für Europäische Nachbarschaftspolitik, Erweiterung und Entwicklungshilfe liegen weiterhin bei der Kommission, der EAD umfasst also nicht alle außenpolitisch relevanten Politikbereiche der EU. Auch das Europäische Parlament besitzt gewisse Kontroll- und Informationsrechte und kann zudem über sein Budgetrecht Einfluss auf den EAD nehmen. Der EAD muss daher supranationale sowie intergouvernementale Instrumente in Einklang bringen, um die Kohärenz des außenpolitischen Handelns der EU zu wahren.
Der EAD ist weder eine Agentur der Europäischen Union noch ein eigenständiges EU-Organ, seine Mitarbeiter werden jedoch im Rahmen des Personalstatuts als EU-Beamte behandelt. Im Sinne des Finanzstatuts ist der EAD einem Organ der EU gleichgestellt: Er hat einen eigenen Haushaltsplan, den zehnten Einzelplan des EU-Haushalts. Dieser umfasste für 2015 ein Budget von 602 Millionen Euro.

## Struktur und Organisation

### Historie

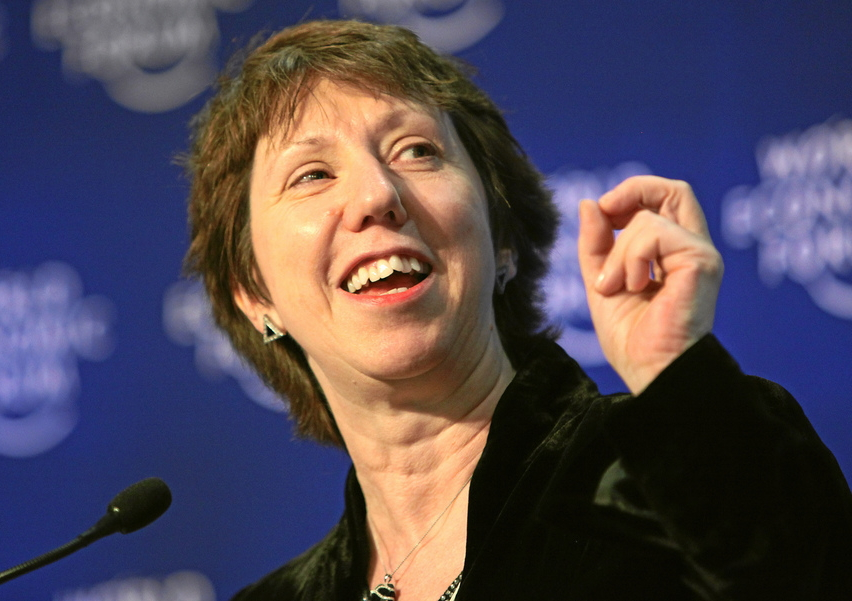
In die Amtszeit der ersten Hohen Vertreterin Catherine Ashton fiel zunächst der Aufbau des Europäischen Auswärtigen Dienstes

Die ehemalige Hohe Vertreterin Catherine Ashton legte einen Vorschlag zur Struktur des EAD vor, über den im April 2010 vom Rat für Allgemeine Angelegenheiten eine Einigung erzielt wurde. Der Brok-Bericht zu diesem Vorschlag wurde mit großer Mehrheit am 8. Juli 2010 vom Europäischen Parlament angenommen.
Am 15. September 2010 gab die ehemalige Hohe Vertreterin die Namen der ersten 28 EU-Botschafter bekannt, wobei der deutsche Diplomat Markus Ederer zur Leitung der EU-Delegation in Peking ausgewählt wurde.
In den historisch ersten Leitungsstab der EAD-Verwaltung berief Ashton am 25. Oktober den Franzosen Pierre Vimont als Geschäftsführenden Generalsekretär und den Iren David O’Sullivan als Verwaltungschef. Als Stellvertretende Generalsekretäre ernannte Ashton am 29. Oktober die Deutsche Helga Schmid und den Polen Maciej Popowski.
Von 2014 bis 2019 war Federica Mogherini Hohe Vertreterin der EU für Außen- und Sicherheitspolitik. Nach der Europawahl 2019 wurde Josep Borrell Anfang Juli 2019 vom Europäischen Rat für die Position des EU-Außenbeauftragten nominiert. Im Oktober 2019 wurde seine Ernennung durch die Fraktionsvorsitzenden des Europäischen Parlaments bestätigt. Er trat das Amt am 1. Dezember 2019 an und übergab es zum 1. Dezember 2024 an Kaja Kallas.

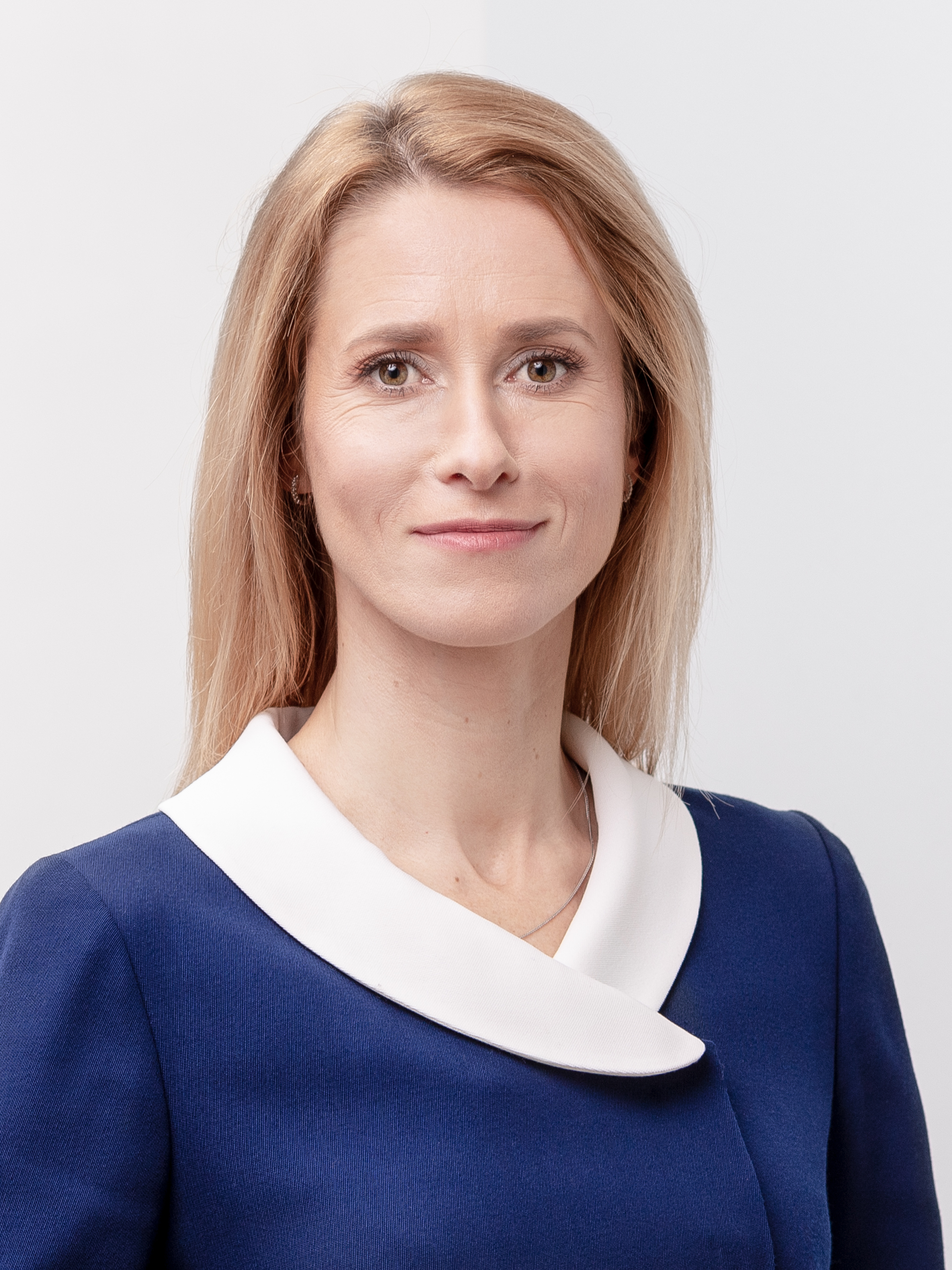
Derzeitige Hohe Vertreterin der EU für Außen- und Sicherheitspolitik Kaja Kallas

### Aktuelle Besetzung
- Generalsekretärin: Belén Martinez Carbonell
- Stellvertretender Generalsekretär für politische Angelegenheiten (Politischer Direktor): Olof Skoog
- Stellvertretende Generalsekretärin für wirtschaftliche und globale Fragen: Olivier Bailly
- Stellvertretender Generalsekretär für die GSVP und Krisenreaktion: Charles Fries[10]

#### Exekutivdirektoren
- Exekutivdirektorin für Afrika: Rita Laranjinha
- Exekutivdirektorin für Asien und den Pazifik: Niclas Kvarnström
- Exekutivdirektor für beide Amerikas: Brian Glynn
- Exekutivdirektorin für Europa und Zentralasien: Matti Maasikas
- Exekutivdirektorin für den Nahen Osten und Nordafrika: Hélène Le Gal

#### Weitere hochrangige Führungskräfte
- Exekutivdirektor EU-Militärstab (EUMS): Michiel van der Laan
- INTCEN (EU-Lagezentrum): Daniel Markić (Gesamtleitung) sowie Alexander Lassalle, Leiter der Abteilung Nachrichtendienstliche Analyse und Berichterstattung, und Dario Malnar, Referatsleiter des Referats Unterstützung und offene Informationsgewinnung

## Geschichte

### Gründe für die Einrichtung des EAD
Das politische System der Europäischen Union war seit dem Vertrag von Maastricht im Jahr 1992 von dem sogenannten „Drei-Säulen-Modell“ gekennzeichnet. Dabei bildet die Gemeinsame Außen- und Sicherheitspolitik (GASP) eine der beiden intergouvernementalen Säulen, bei denen Entscheidungen von den Regierungen der Mitgliedstaaten im Rat der Europäischen Union einstimmig getroffen werden mussten, die Europäische Kommission lediglich eine untergeordnete Rolle besaß und die Außenvertretung dem Hohen Vertreter für die GASP (längster Amtsinhaber Javier Solana) oblag.

Europäische Union
Länder mit EU-Delegationen

In Angelegenheiten, für die die Europäischen Gemeinschaften zuständig waren (z. B. Außenhandelspolitik, Nachbarschaftspolitik oder Entwicklungshilfe), war für die Außenvertretung die Europäische Kommission zuständig. Diese errichtete sogenannte EU-Delegationen im Ausland, die dem Außenkommissar unterstanden, aber personell und finanziell meist schlechter ausgestattet waren als die Botschaften der Nationalstaaten. Dies bewirkte, dass die Umsetzung der Gemeinsamen Außen- und Sicherheitspolitik vor allem den diplomatischen Diensten der einzelnen Mitgliedstaaten überlassen blieb, die ihrerseits aber im Zweifel den Vorgaben ihrer nationalen Regierungen folgten – nicht den gemeinschaftlich beschlossenen Maßnahmen der GASP. Diese Fragmentierung der Kompetenzen brachte es mit sich, dass die EU als diplomatischer Akteur in den internationalen Beziehungen im Vergleich etwa mit ihrer wirtschaftlichen Bedeutung in der Welt unterrepräsentiert war.
Dieses Kohärenzproblem sollte mit dem Vertrag von Lissabon von 2007 schrittweise gelöst werden, in dem der Posten eines Hohen Vertreters der EU für Außen- und Sicherheitspolitik (derzeit Kaja Kallas) geschaffen wurde, dem der Europäische Auswärtige Dienst untersteht. Dieser baute bei der Gründung auf den existierenden EU-Delegationen auf, wurde aber mit weiterem Personal aus den nationalen diplomatischen Diensten ergänzt.
Ziel der Einrichtung des EAD war also eine Erhöhung der Kohärenz der Gemeinsamen Außen- und Sicherheitspolitik: So sollte er dazu beitragen, dass die Positionen der Mitgliedstaaten besser abgestimmt, koordiniert und einheitlich kommuniziert werden. Außerdem sollte er dem Hohen Vertreter eine effizientere Implementierung außen- und sicherheitspolitischer Maßnahmen ermöglichen, da dieser mit dem EAD verstärkt auf eigene Beamte zurückgreifen kann und die Umsetzung beschlossener Maßnahmen nicht mehr den diplomatischen Diensten der einzelnen Mitgliedstaaten überlassen muss.

### Konflikt über die Organisationsstruktur des EAD
Wie die Organisationsstruktur und personelle Zusammensetzung dieses Dienstes genau aussehen sollte, stand lange nicht endgültig fest; vorgesehen waren 1100 Kommissionsbeamte und 700 Beamte nationaler Außenministerien. Einen ersten Entwurf stellte Ashton Ende März 2010, eine überarbeitete Version Ende April 2010 vor. Allerdings kam es darüber zu Uneinigkeiten zwischen dem Rat der EU, der eine stärkere Einbindung der nationalen diplomatischen Dienste in den EAD forderte, und dem Europäischen Parlament, das sich umgekehrt für mehr Unabhängigkeit und eine stärker supranationale Rolle des EAD aussprach. Die Entscheidungsmacht in der Gemeinsamen Außen- und Sicherheitspolitik liegt formal zwar nur beim Rat der EU, das Parlament muss aber das Budget des EAD bewilligen und hat dadurch Einfluss auf dessen Organisation.
Einen konkreten Konsens über Organisation und Arbeitsweise des EAD fanden Europäisches Parlament, Europäischer Rat und Kommission am 21. Juni 2010. Nach der Sommerpause wurde im Europäischen Parlament der Entschluss über die nötigen Änderungen im Personal- und Finanzstatut der Europäischen Union gefasst. Gemeinsam mit den Änderungen des Haushaltsplans wurde dieser am 20. Oktober 2010 angenommen und verabschiedet. Am 1. Dezember 2010 nahm der Auswärtige Dienst der EU seine Arbeit auf.
Zum 1. Januar 2011 fand der erste Personaltransfer von der Europäischen Kommission vom Sekretariat des Rates der EU zum EAD statt.

### Kritik
Von Anbeginn an wurde Kritik an der Schaffung des Europäischen Auswärtigen Diensts, der neben den nationalen Auswärtigen Diensten der Mitgliedstaaten aufgebaut wurde und arbeitet, laut. Er sei falsch geführt, zu bürokratisch organisiert, Spielball unterschiedlicher Interessen und überflüssig.
In Ermangelung gemeinsamer Positionen auf dem Feld der Außenpolitik und internationalen Beziehungen könne ein europäischer Dienst schlichtweg keine Effektivität entfalten. Auch sei eine solche, wenn es sie denn gäbe, redundant und erbringe keinen Mehrwert.